# Блюз малышки (фильм, 2008)
«Блюз малышки» (англ. Baby Blues) — кинофильм,триллер режиссёра Ларс Е. Джейкобсона и Амардип Калека.
За основу фильма взята история Андреа Йетс и её семьи. Премьера в США состоялась 5 августа 2008.

## Сюжет
На вид обычная провинциальная семья, муж работает с утра до ночи водителем, чтобы прокормить семью, а жена, страдающая от послеродовой депрессии, воспитывает четырёх маленьких детей.
Однажды, не замечая психического расстройства, муж отправляется в ночной рейс, оставив нездоровую супругу с детьми. В эту ночь у женщины происходит психотический срыв, женщина окончательно сходит с ума, и тут начинается кошмар для её детей.
Теперь её самый старший сын — подросток должен спасти остальных детей, которым угрожает смерть от руки сумасшедшей матери, которую они так любили.

## В ролях
- Коллин Порш — Мама
- Эйден Кирш — младший сын
- Ридж Кэнайп — Джеймс "Джимми" Вильямс, старший сын
- Шон Джонсон — друг старшего сына
- Холден Томас Мэйнард — Сэмми Уильямс, средний сын
- Кали Мэйджерс — Кэти Уильямс, дочь
- Джоэль Брайант —  Джеймс Уильямс, папа